# Ionela Târlea
Ionela Târlea (w latach 2004–2007 jako Târlea-Manolache, pisana także Tirlea, ur. 9 lutego 1976 w Râmnicu Vâlcea) – rumuńska lekkoatletka – płotkarka i sprinterka. Czterokrotna olimpijka (1996-2008), w tym medalistka olimpijska z Aten.
Wicemistrzyni olimpijska z Aten (2004) w biegu na 400 m przez płotki. Dwukrotna mistrzyni Europy w tej konkurencji (Budapeszt 1998, Monachium 2002). Mistrzyni świata w hali na 200 m (Maebashi 1999), brązowa medalistka HMŚ w sztafecie 4 × 400 m (Budapeszt 2004). Halowa wicemistrzyni Europy w biegu na 400 m (Walencja 1998). W dorobku ma również złoto Uniwersjady (Palma de Mallorca 1999) w biegu na 400 metrów oraz 3. miejsce w Światowym Finale IAAF w biegu na 400 metrów przez płotki (Monako 2003). Dwukrotnie zwyciężała w Superlidze Pucharu Europy w Lekkoatletyce (bieg na 400 m Paryż 1999 i bieg na 400 m przez płotki Florencja 2003). Jako juniorka zdobywała złote medale podczas Mistrzostw Europy juniorów w lekkoatletyce (bieg na 400 m przez płotki, San Sebastián 1993 i Nyíregyháza 1995) oraz Mistrzostw Świata Juniorów w Lekkoatletyce (sztafeta 4 x 400 m Seul 1992).

## Rekordy życiowe
- bieg na 100 m – 11.30 (1999) rekord Rumunii
- bieg na 200 m – 22.35 (1999) rekord Rumunii
- bieg na 400 m – 49.88 (1999) rekord Rumunii
- bieg na 400 m przez płotki – 53.25 (1999) rekord Rumunii
- bieg na 200 m (hala) – 22.39 (1999) rekord Rumunii
- bieg na 400 m (hala) – 50.56 (1998) rekord Rumunii